# Abdulrahman Al-Qahtani
Abdulrahman Al-Qahtani (en árabe: عبدالرحمن علي القحطاني‎; Dammam, Arabia Saudita, 22 de mayo de 1983) es un exfutbolista de Arabia Saudita que jugaba en la posición de extremo.

## Carrera

### Club
| Periodo   | Club        |
| --------- | ----------- |
| 2001-2007 | Ettifaq FC  |
| 2007-2008 | Ittihad FC  |
| 2008-2010 | Ettifaq FC  |
| 2010–2013 | Al-Nassr    |
| 2013–2014 | Al-Fateh SC |

### Selección nacional
Jugó para Arabia Saudita en 21 ocasiones de 2007 a 2009 y anotó dos goles; participó en la copa Asiática 2007 y en la Clasificación de AFC para la Copa Mundial de Fútbol de 2010.

## Logros

### Club
- Copa Federación de Arabia Saudita (1): 2002-03, 2003-04
- Supercopa de Arabia Saudita (1): 2013
- Copa de Clubes Campeones del Golfo (1): 2006

### Selección nacional
- Juegos de la Solidaridad Islámica (1): 2005[1]